# Afaahiti
Afaahiti również Taravao – miasto w Polinezji Francuskiej; na wyspie Tahiti; 5700 mieszkańców (2006). Przemysł spożywczy, ośrodek turystyczny.